# I'm Not Scared
I'm Not Scared är en låt från 1988 framförd av den brittiska gruppen Eighth Wonder. Det var gruppens femte singel och den första från deras album Fearless. Den blev en stor hit i flera europeiska länder.
Låten är skriven av Neil Tennant och Chris Lowe från Pet Shop Boys och innehåller flera ord på franska. B-sidan J'ai pas peur är en franskspråkig version av låten. 12"-utgåvans "Disco Mix" är en lång version där båda versionerna är ihopmixade.
Slant Magazine rankade låten som nummer 62 på sin lista över de hundra bästa danslåtarna.

## Andra versioner
Pet Shop Boys har spelat in sin egen version som är inkluderad på albumet Introspective 1988. Den svenska duon West End Girls har gjort en coverversion av låten på albumet Goes Petshopping 2006.

## Utgåvor
- 7" singel

1. "I'm Not Scared" — 3:49
2. "J'ai pas peur" — 5:48

- 12" maxi / CD maxi

1. "I'm Not Scared" (disco mix) — 7:58
2. "I'm Not Scared" — 4:30
3. "J'ai pas peur" — 5:48

- CD singel - Promo

1. "I'm Not Scared" (radio mix) — 3:49
2. "I'm Not Scared" (long euro mix) — 7:58
3. "I'm Not Scared" ("little" Louie Vega mix club mix) — 5:17

- 12" maxi - Promo

1. "I'm Not Scared" ("little" Louie Vega mix) — 7:17
2. "I'm Not Scared" (dub version) — 4:55
3. "J'ai pas peur" (French version) — 5:48
4. "I'm Not Scared" (long euro mix) — 7:58
5. "Baby Baby" (dusted mix) — 6:00